# Ritibrücke
Le Ritibrücke (en allemand : Pont Riti) est un pont en pierre franchissant la Vispa à Stalden dans le canton du Valais en Suisse.

## Classement
Le pont est un  bien culturel d'importance nationale.